# 戦闘車両

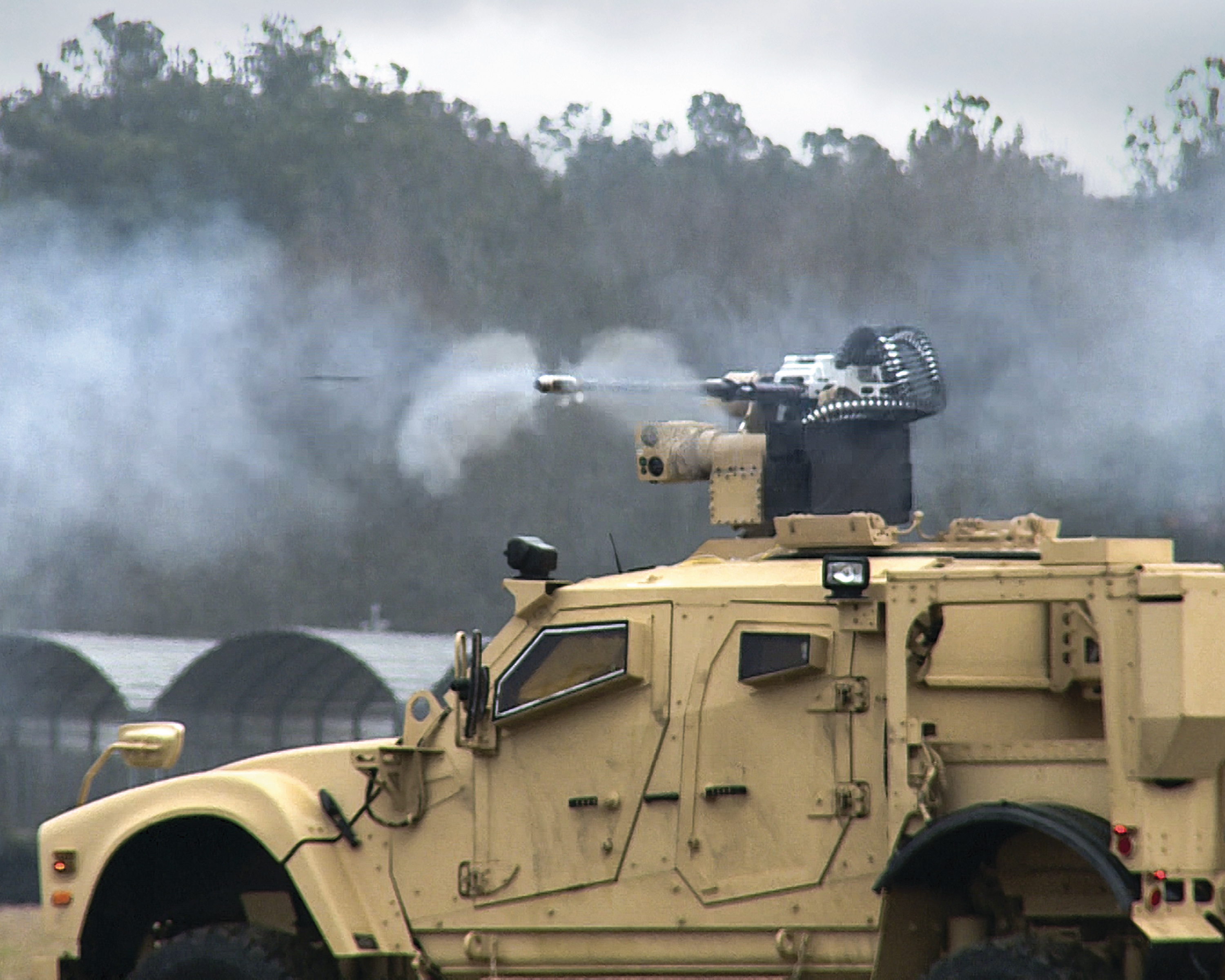
M230チェーンガンを発射するM-ATV

戦闘車両（せんとうしゃりょう、combat vehicle）は、地上戦闘車両（ground combat vehicle）または兵器化車両（weaponized vehicle）としても知られ、現代の機甲戦において戦闘作戦に使用される、武器を搭載した自走式の地上軍用車両のことを指す。
戦闘車両には装輪走行型と無限軌道型があり、多用途軍用軽車両や装甲兵員輸送車、MRAPなどの形態をとることがある。大口径の武器を搭載した重装甲の戦闘車両は、一般的に戦車や歩兵戦闘車とみなされる。

## 歴史

### 古代

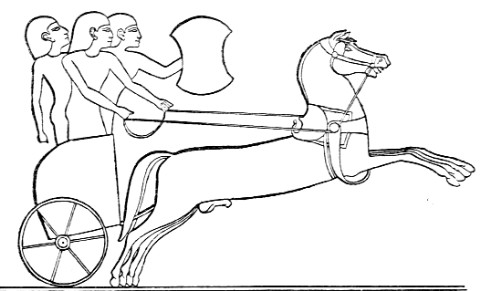
(エジプトのレリーフに描かれた)ヒッタイトの戦車

チャリオット（戦闘用馬車）は、動物（多くは馬）を動力源とする馬車の一種である。チャリオットは戦争では「戦闘用輸送車両（battle taxis）」や移動式射手台座として使われ、その他では狩猟やスポーツのためのレース用として使われた。また多くの古代民族の主な乗り物として、どれだけの重量を運べるかよりもむしろ移動速度の速い乗り物が必要なときに使用された。チャリオットの原型は、2頭以上の馬を横につないで牽かせる、高速で軽量なオープン型の2輪車であった。車といっても、前方に腰の高さの半円形のガードをつけただけの床板がある程度のものであった。チャリオットは、戦車兵が操縦し、青銅器時代から鉄器時代にかけて古代戦争において使われた。速さが求められていたため、装甲は盾に限られていた。

### 現代
現代では、戦闘車両は強力な装甲で防護され、武装し、作戦機動力や軍事戦術攻撃能力、防御力を兼ね備えている。

## 設計

### 自動化

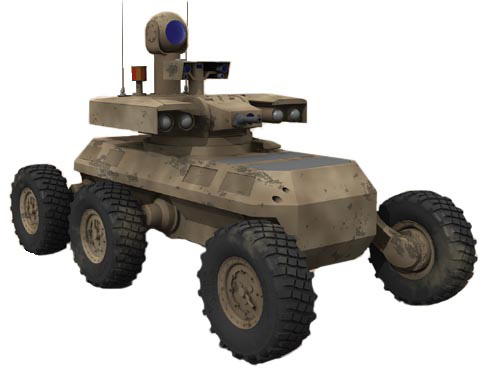
The Armed Robotic Vehicle variant of the MULE

ロボット工学の向上による人間の作業の自動化は、必要な乗員の数を減らすことを目的としている。自動化を進めることで、より小型で経済的な戦闘車両部隊を運用し、作戦効果を高めることができるようになると考えられている。ただし、戦闘車両の自動化は、車両を操作するオペレーターと受信する信号の間に時間がかかるため、困難であることが判明している。航空部隊とは異なり、地上部隊は様々な地形を移動し、障害物を回避する計画を立てなければならない。しかし、戦闘環境において兵器化された車両を操作することの迅速的な戦術における意義は大きい。

### 武装

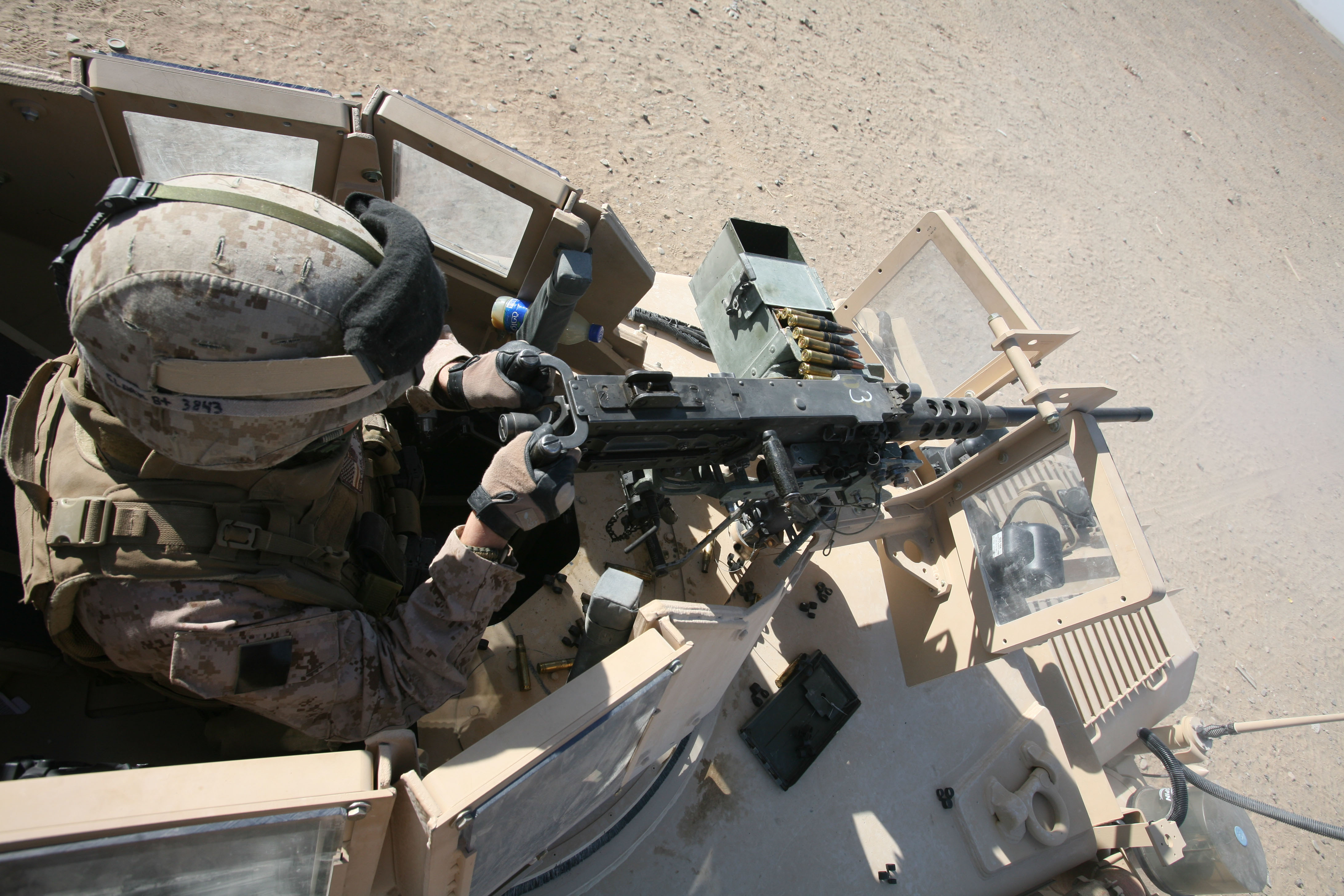
HMMWVから発射されるブローニングM2重機関銃

戦闘車両に搭載される武器は、主に歩兵や他の戦闘車両と遠距離で交戦するために設計されたものである。多くの場合、ソフトターゲットに使用することを目的とし、機関銃や自動グレネードランチャーなどの武器で構成されることもあれば、乗員や歩兵が支給された武器を撃つために、単に銃眼や装甲砲塔が存在するだけのこともある。戦闘車両によっては、機関砲や対戦車ミサイルなどの対装甲・対車両兵器を搭載している場合もある。自動車爆弾のような非伝統的な標的の破壊には最適化されていないが、爆発物に対する耐性を持つように設計されている車両もある。